# Dolné Vestenice
Dolné Vestenice (Hongaars: Alsóvesztény, Duits: Unterwestenitz) is een Slowaakse gemeente in de regio Trenčín, en maakt deel uit van het district Prievidza.
Dolné Vestenice telt 2.635 inwoners.